# Ian McEwan
Ian Russell McEwan (n. 21 iunie 1948, Aldershot, Anglia, Regatul Unit) este un romancier și scenarist britanic.

## Biografie
Este fiul lui Rose Lilian Violet (n. Moore) și al lui David McEwan. O parte din copilărie și-o petrece, datorită carierei militare a tatălui său, în Extremul Orient, în Germania și în Africa de Nord. A studiat la Woolverstone Hall School, apoi la University of Sussex. A urmat cursul de creație literară predat de Malcolm Bradbury și Angus Wilson, susținându-și masteratul în literatură engleză, la University of East Anglia, în 1970. Va lucra un timp ca profesor de literatură engleză, după care se dedică în exclusivitate scrisului. În aceeași perioadă, își face intrarea în literatură, publicând nuvele în revistele American Review și Transatlantic Review, care au fost reunite apoi în volumul First Love, Last Rites [Prima dragoste, ultimele ritualuri] (1975), pentru care a primit Premiul „W. Somerset Maugham”. În 1978, publică, concomitent, al doilea volum de nuvele, In Between the Sheets [Printre cearșafuri], precum și romanul The Cement Garden [Grădina de ciment], care a stârnit, prin subiectul său, un scandal de proporții. Critica l-a definit drept un „magician macabru” al ficțiunii literare contemporane, fiind răsplătit cu numeroase premii de prestigiu: Whitbread Novel Award (1987), Prix Femina Étranger (1993), Booker Prize (1998), Germany's Shakespeare Prize (1999), WH Smith Literary Award (2002), National Book Critics' Circle Fiction Award (2003), Los Angeles Times Prize for Fiction (2003), Santiago Prize for the European Novel (2004), James Tait Black Memorial Prize (2006). Unele dintre romanele sale au fost ecranizate. În anul 2008, publicația The Times l-a numit printre cei mai mari 50 de scriitori britanici de după 1945.

## Traduceri în limba română
- Câinii negri, traducere și note de Virgil Stanciu, București, Editura Univers, 1999; ediția a II-a, Iași, Editura Polirom, 2006
- Durabila iubire, traducere de Cornelia Bucur, București, Editura Univers, 2000; ediția a II-a, 2005
- Amsterdam, traducere, postfață și note de Virgil Stanciu, Iași, Editura Polirom, 2001; ediție nouă, 2009
- Grădina de ciment, traducere de Dan Croitoru, Iași, Editura Polirom, 2002; ediție revăzută, 2009
- Ispășire, traducere și note de Virgil Stanciu, Iași, Editura Polirom, 2003; ediția a II-a, 2008
- Mângâieri străine, traducere de Dan Croitoru, Iași, Editura Polirom, 2004; ediția a II-a, 2009
- Inocentul, traducere de Virgil Stanciu, Iași, Editura Polirom, 2004
- Copilul furat, traducere de Irina Horea, Iași, Editura Polirom, 2005
- Sâmbătă, traducere și note de Dan Croitoru, Iași, Editura Polirom, 2006
- Pe plaja Chesil, traducere și note de Ana-Maria Lișman, Iași, Editura Polirom, 2007
- Solar , traducere si note de Ana-Maria Lișman, Iași, Editura Polirom, 2011
- Prima dragoste, ultimele ritualuri. În așternuturi, Iași, Editura Polirom, 2011
- Operațiunea Sweet Tooth, traducere și note de Dan Croitoru, Editura Polirom, 2014
- Mașinării ca mine, traducere și note de Dan Croitoru, Editura Polirom, 2019